# Антон I (Олденбург)
Антон I фон Олденбург и Делменхорст (на немски: Anton I von Oldenburg und Delmenhorst; * 1505; † 22 януари 1573 в Олденбург) от фамилията Олденбург е имперски граф на Олденбург и Делменхорст в Свещената Римска империя (1526 – 1573).
Той е най-малкият син на граф Йохан V фон Олденбург (1460-1525) и Анна фон Анхалт-Цербст († 1531), дъщеря на княз Георг I фон Анхалт-Цербст.
След смъртта на баща му през 1526 г. Антон I започва да управлява Олденбург заедно с братята си Йохан VI (1500-1548), Георг I (1503-1551) и Кристоф (1504–1566). Управлението им е белязано от конфликтите помежду им.
От 1529 г. Антон е регент на Олденбург. През 1531 г. получава от император Карл V графството Олденбург-Делменхорст. Той участва в битки, завладява територии. След смъртта на брат му Кристоф през 1566 г. Антон става единственият граф на Олденбург и Делменхорст.
Антон I умира през 1573 г. и е наследен от сина му Йохан VII.

## Фамилия
Антон I се жени на 1 януари 1537 г. в Олденбург за принцеса София (* 1521; † 7 октомври 1571), дъщеря на херцог Магнус I фон Саксония-Лауенбург и Катарина фон Брауншвайг-Волфенбютел. Те имат дцата:
- Катарина (1538 – 1620)

∞ 1561 граф Албрехт II фон Хоя (1526 – 1563)
- Анна (1539 – 1579)

∞ 16 февруари 1566 граф Йохан Гюнтер I фон Шварцбург-Зондерсхаузен (1532 – 1586)
- Йохан VII (1540 – 1603)

∞ 1576 Елизабет фон Шварцбург-Бланкенбург (1541 – 1612)
- Кристиан (1544 – 1570)
- Клара (1547 – 1598)
- Антон II (1550 – 1619)

∞ 1600 Сибила Елизабет фон Брауншвайг-Даненберг (1576 – 1630)